# الأوامر العلائية فى الأمور العلائية
الأوامير العلائية في الأمور العلائية كتاب تاريخي من تأليف ابن بيبي باللغة الفارسية.
إن العمل الوحيد الذي كتبه ابن بيبي كان بناء على طلب المؤرخ الشهير الجويني. تبدأ القصة بعهد غياث الدين كي خسرو الأول (1192-1196 و1204-1210) وتصل إلى عهد غياث الدين مسعود الثاني (1283-1298 و1303-1308). ولم يكن لدى المؤلف أية معلومات عن الفترة التي سبقت حكم كاي كوباد الأول، لذا فقد اقتصر على وصف موجز فقط. ويحكي الكثير وبالتفصيل عن الأحداث اللاحقة، بناءً على ما رآه وسمعه بنفسه. وعلى الرغم من ادعاءات ابن بيبي بأنه كتب عمله بالكامل بناءً على ملاحظاته الخاصة، فمن الواضح أنه استخدم في بعض مواضع النص السلجوقي لكاني الطوسي ( (بالفارسية: قانعی طوسی).

## ملحوظات
1. ↑  "الأوامر العلائية فى الأمور العلائية". الموسوعة الإيرانية (بالإنجليزية).